# DMKE-palota
A DMKE-palota (mai ismert nevén Irinyi-épület) egy egykori szecessziós palota, amelyet a Délmagyarországi Magyar Közművelődési Egyesület (DMKE) építtetett 1906-ban Szegeden, hogy az székhelyéül szolgáljon. Az épület helyi védettség alatt áll.

## Története
Az 1903-ban alapított Délmagyarországi Magyar Közművelődési Egyesületet (DMKE) célja a magyar nyelvű kultúra ápolása volt a soknemzetiségű régióban. Az egyesület alapításában Szeged városa is részt vett, és a belváros peremi területen, az ún. Sina-telken területet biztosított az egyesület székházának. Makó és Arad után Szeged volt a harmadik város, ahol a DMKE székházat épített. A három létesítmény közül a szegedi volt a legnagyobb.
A székház terveit a szecesszió jeles szegedi építésze, Kótay Pál készítette Korb Flórissal, kivitelezője Robelly Aladár volt. A DMKE palotájának homlokzatai három utcára néztek. A főhomlokzat a Boldogasszony sugárútra tekintett, de az épület szép arculattal és főbejárattal fordult a Tisza Lajos körútra is. A Nagyállomás irányába tekintő Sina utcai oldalon nem volt bejárat, míg a Tisza felé tekintő oldal beépítetlen maradt. 
Az épület homlokzatát a körút és a sugárút felé egy-egy rizalit hangsúlyozza. A palota jellegzetességét a homlokzat vízszintes nútozása mellett az ablakok alatti mezőkben és az oromfalakon elhelyezett élénk színű, magyaros motívumokat tartalmazó sgraffitoi jelentették, amelyeket Raffay László ipariskolai tanár tervezett. Fekete Pál kovácsolta az épület bejáratait védő vasrácsokat. Az épületben 200 fős középiskolai kollégium, olvasókör és a DMKE adminisztratív szervezetei működtek. Kialakítottak 14 bérlakást is, amelyek szintén az egyesület tulajdonában álltak.
Az első világháború után a DMKE elveszítette missziós területének legnagyobb részét az egyesület tevékenysége hanyatlott. Szeged városa ekkoriban vált felsőoktatási központtá, a városba telepített tanárképzés miatt számos diák érkezett a Tisza partjára. A város 1927-ben megvásárolta a DMKE-palotát, hogy az épületben egyetemi kollégiumot hozzon létre. Ekkor alapították az épület pincéjében a híres szegedi egyetemi menzát, a Diákasztalt. Az 1920-as évek végén zajlott az épület első jelentős átalakítása. A telek egyetemi kert felé néző oldalát is beépítették, ahol az eredeti stílushoz hasonló homlokzatot hoztak létre.
1937-ben a DMKE-palota Boldogasszony sugárúti sarkán kezdték építeni a Hősök kapuját, amelyet a város első világháborús halottainak emlékére szántak. A palota vidám színei és népies mintázata azonban éles ellentétben állt a kapu komor és robusztus látványával, ezért a város úgy döntött, hogy a DMKE-palotát megfosztja eredeti arculatától. Az épület szecessziós díszeit leverték, világos színű sgraffitoit bevakolták, majd az egész épületet hamuszürkére mázolták. A második világháború éveiben a pincében egy 300 fős óvóhelyet alakítottak ki. 

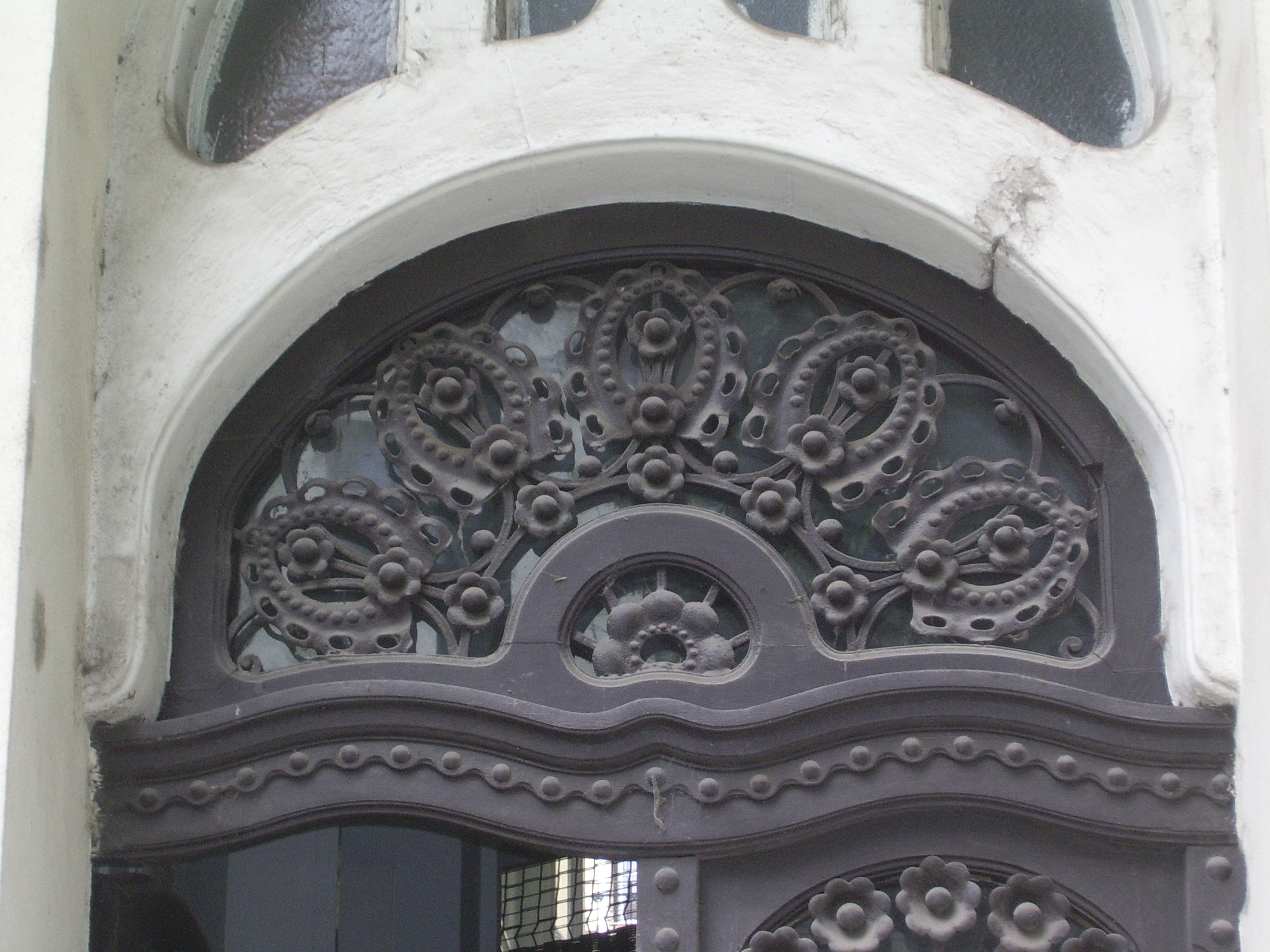
A Fekete Pál által készített felülvilágító-rács

 A világháború évei után az egyetem tovább használhatta az épületet, két nagy kollégiumot hoztak létre benne. A József Attila kollégium mellett itt működött az Irinyi kollégium is, amelyről az épület azóta széles körben ismertté vált második nevét kapta. 
Később az épületben kaptak helyet az egyetemi diákönkormányzat és a számítógépes kabinet is. Az 1990-es évek elején az Irinyi-épület homlokzatát részlegesen rekonstruálták. A szürke vakolat helyett helyreállították a falak eredeti világos színű festését és vízszintes nútozását, ám az oromfalak és a homlokzat sgraffitoinak rekonstruálására már nem volt erő. A mai épületen leginkább a Boldogasszony sugárút felé tekintő ajtók rácsai idézik a DMKE-palota korábbi arculatát.